# قشلاق أق برون (مقاطعة بيله سوار)
قشلاق أق برون (بالفارسية: قشلاق اق برون) هي منطقة سكنية تقع في إيران في أردبيل. يقدر عدد سكانها بـ 20 نسمة .